# フィロ・ファーンズワース
フィロ・テイラー・ファーンズワース（英: Philo Taylor Farnsworth、1906年8月19日 - 1971年3月11日）は、アメリカ合衆国の発明家である。世界初の完全電子式テレビの発明で知られている。特に世界初の電子式撮像管を開発し、完全電子式テレビシステムの公開実験を世界で初めて行った。
後にファーンズワースは、フューザーと呼ばれる小型核融合機器も発明した。

## 歴史
ファーンズワース以前、様々な発明家が電気機械式テレビを考案し構築していた（アレクサンダー・ベイン、ポール・ニプコー、Aleksandr Stoletov、フェルディナント・ブラウン、ボリス・ロージング、Herbert E. Ives、ジョン・ロジー・ベアード）。また、ファーンズワース以前（あるいは同時期）に電子式テレビを考案し構築しようとした発明家として、ボリス・ロージング、Alan Archibald Campbell-Swinton、Kalman Tihanyi、ウラジミール・ツヴォルキン、高柳健次郎がいる。ファーンズワースは世界初の撮影と受像の両方を電子走査式としたテレビシステムを開発し、1928年9月1日に報道陣に映画フィルムのテレビ送受信実験を公開した。一般への公開は1934年8月25日、フィラデルフィアのフランクリン研究所で、生映像のテレビ送受信を公開した。
1930年、ファーンズワースの研究室を訪れたウラジミール・ツヴォルキンは、RCAでその装置の複製を行った。1935年、米国特許商標庁はツヴォルキンの1923年の特許とRCAで開発した装置との間には全く関係がないと結論付けた。つまり、ファーンズワースの発明（1927年に特許出願、1930年に発効）の有効性が確認された。このファーンズワースのカメラと受信機の設計はその後のテレビ放送の基本となった。彼は、"There's nothing on it worthwhile, and we're not going to watch it in this household, and I don't want it in your intellectual diet."（価値のあるものは何もありません。私たちはこの家庭でそれを見るつもりはありません。あなたの知的食生活でそれを望んでいません。）という名言を残した。

## 学生時代まで
ファーンズワースは1906年8月19日、ユタ州ビーヴァーに小作人の息子として生まれた。後にアイダホ州リグビーに一家で引越し、その引越し先の家に電灯線がひかれているのを見つけて興奮した。当時、田舎では電力が供給されているのはごく一部だったのである。電力は電灯照明と干草を納屋に運び入れる機械に使われていた。ファーンズワースは鉄の塊に導線を巻きつけて手製の電動モーターを作り、洗濯機を電動にしてしまった。ファーンズワースは、別の州に住む親戚との電話での会話や、引越し先の屋根裏部屋で技術雑誌の山を発見したことで、電子工学に早くから興味を抱くようになった。
ファーンズワースはリグビー・ハイスクールで化学と物理学に才能を見せ、電子管のスケッチやプロトタイプを作った。彼が化学の先生ジャスティン・トルーマンに提出した図は、後の彼の電子工学の実験のパターンを証明し、ファーンズワースとRCAとの間で起きた特許紛争でファーンズワースが勝つ証拠の1つにもなった。
ファーンズワースはアイダホ州ユーコンでリューベン・ウィルキンズからバイオリンを習い、末日聖徒イエス・キリスト教会に入信した。1923年、彼はブリガムヤング大学に入学することを決心した。
海軍で一時期を過ごした後、ファーンズワースは母を助けるためにアイダホに戻っている。その後、彼はサンフランシスコのベイエリアに妻エルマ・ガードナー（1908年2月25日 - 2006年4月27日）と共に移住した。地元の慈善家が共同募金を集め、それをファーンズワースの初期のテレビ実験の資金としたのであった。

## 経歴
1926年、ファーンズワースはソルトレイクシティでジョージ・エバーソンとの研究協力体制を得て、テレビに関するアイデアの実現を開始した。ファーンズワースは研究を実施するためにロサンゼルスへ引っ越した。数ヶ月で、電子工学や物理学についての全国的な権威である特許弁理士に彼のモデルと青写真の実験を見せることが可能となった。彼らは特許をとることを勧め、それが後のRCAとの特許紛争で重要となった。それまで、テレビといえばニプコー円板という円板を回転させる機械式であった。ファーンズワースの革新的なところは、回転する円板で十分な品質の映像を得ようとすれば、機械的に不可能な回転数が必要となると考えた点で、彼の全電子式システムではもっと効率的に放送に耐える質の映像を生み出すことができたのであった。
1927年9月7日、サンフランシスコの研究室で、ファーンズワースのイメージディセクタ（Image Dissector）撮像管から映像を一本の線として送り出すことに成功した。撮影した画像はガラス製のスライドであり、後方からランプで照らしていた。これは、イメージディセクタの感光性能が低いためであった。1928年までに、ファーンズワースは報道陣向けに公開実験を行うのに十分なレベルまで開発していた。公開実験で最初に映し出された映像はドルマークであった。1929年、電動発電機を排除することでさらにシステムが改良され、機械的な部分の全くないテレビシステムとなった。同年、ファーンズワースは人間の映像の転送に成功した。
一方、ウラジミール・ツヴォルキンは1923年からピッツバーグのウェスティングハウス・エレクトリックで全電子式テレビシステムの開発を独自に行っていた。1930年、ツヴォルキンはRCAに雇われると、ファーンズワースの研究室を身分を偽って訪れた。ツヴォルキンはイメージディセクタの性能に感銘を受け、RCAに戻ってその複製の製作を開発チームに指示した。1931年、RCA のデヴィッド・サーノフはファーンズワースの特許を10万ドルで買い取る提案をしてきたが、ファーンズワースはこれを拒否した。同年6月、ファーンズワースはフィルコ社と契約し、妻と2人の子供と共にフィラデルフィアに移って新たな研究室を設けた。
1932年、RCAとの特許紛争のために資金集めが必要となったファーンズワースはイギリスに旅をし、機械走査式カメラを開発して受像機を開発中だったジョン・ロジー・ベアードと会った。ベアードはファーンズワースに自身のシステムを見せた。ベアードのシステムは当時既にBBCで採用され、実験が行われていた。ファーンズワースの記録によれば、ベアードは自身のシステムがファーンズワースのものより優れていることを説明したが、数分見ただけでファーンズワースはそれがむなしい努力であると認識し、言葉を発することなくその場を去ったという。実のところベアードは、ファーンズワースのイギリスでの競合企業となるマルコーニ社の合併を支援していた。マルコーニはRCAとの特許共有協定を結んでいたが、ベアードの会社の経営陣はファーンズワースとの合併が有望であると考えていた。ベアードの会社はファーンズワースに5万ドルを支払い、ファーンズワースのテレビ特許の利用権を得た。ベアードとファーンズワースは、イギリスでのテレビシステムの標準の座を巡ってEMIと争った。EMIは1934年にマルコーニと合併し、RCAの特許が使えるようになった。両者のシステムを試した BBC は、RCA のツヴォルキンの方式であるマルコーニ-EMI方式を選択した。
1934年、ファーンズワースはヨーロッパに赴き、ドイツのゲオルツ＝ボッシュ・テレビと権利協定を結んだ。
1932年3月、息子ケニーが亡くなったが、フィルコ社はその埋葬のためにファンズワース自身がユタ州へ行くことを拒んだ。息子の死以後、ファーンズワースはうつ病との戦いを強いられた。RCA はラジオ用真空管に関する基本特許を握っていたため、フィルコ社は 1934年にファーンズワースとの関係を絶つ必要に迫られた。しかし、1936年10月3日のコリアーズ・マガジンによれば、フィルコ社はアメリカでの唯一のファーンズワースのライセンス利用者であるとされており、フィルコ社がファーンズワースとの関係を絶ったかどうかは疑問である。
1936年、ファーンズワースの会社は娯楽番組の実験放送を開始した。さらにペンシルベニア大学の生物学者らと共同で、牛乳を電波で殺菌する方法を開発した。また、船や航空機用の霧の中でもよく見える照明ビームも発明している。
1938年、インディアナ州フォートウェインにファーンズワース・テレビ・ラジオ社が設立された。E・A・ニコラスが社長となり、ファーンズワース自身は研究部門を率いた。1939年、ファーンズワースは RCA Victor にテレビに関する特許を100万ドルで売却した。1939年4月のニューヨーク万国博覧会で電子式テレビ受像機が展示され、間もなく RCA が一般に発売を開始した。
ファーンズワース社は1951年に 国際電信電話会社 (ITT) に買収された。そのころ、ファーンズワースはフォートウェインにある研究施設の最下部（"the cave" と呼ばれた）で働いていた。ここで彼は様々な革新的な仕事をしている。防御早期警戒信号、潜水艦検知機器、レーダー較正機器、赤外線望遠鏡などである。ITTでファーンズワースの業績を写真に記録していた写真家アート・リスラーは、「フィロは気難しく、常に次に何をすべきかを考えていて、会話が難しい人だった」と語っている。ファーンズワースのITTでの最大の業績は、地上からの航空交通管制の安全性を高めた PPI Projector の開発であった。このシステムは1950年代に開発されたもので、現在の航空交通管制システムの先駆けであった。
電子工学関係の研究だけでなく、ITT はファーンズワースの原子核融合制御のアイデアにも資金を提供した。彼はスタッフと共に核融合反応炉「フューザー」の発明と改良に携わった。当時の彼らには不明だった科学的理由により、核融合反応は30秒以上持続しなかった。1965年12月、ITT は金のかかる核融合研究の中止して売却する必要に迫られた。社長・ハロルド・ジェニーンの裁定により1966年の核融合研究の予算は確保されたが、それ以上のことは望めそうもない状況となった。ストレスから、ファーンズワースはうつ病を再発し、一年後には病気を理由に退職を余儀なくされた。
1967年春、ファーンズワースは家族と共にユタ州に戻り、名誉博士号をくれたブリガムヤング大学で核融合の研究を続けた。大学は彼にオフィスと地下の実験場も提供した。ITTの核融合研究室が解散されると知り、ファーンズワースはメンバーをソルトレイクシティに招き、フィロ・T・ファーンズワース・アソシエーツ(PTFA) を結成した。1968年末までに PTFA はなんとか軌道に乗った。アメリカ航空宇宙局との契約が成立し、他の可能性も見えてきたが、機器レンタル料と全員の月給を合わせた毎月2万4千ドルの支払いは滞りがちであった。
1970年のクリスマス、PTFA はついに資金が底をついた。ファーンズワースは保有していたITT株をITT自身に売り、生命保険も解約してなんとかしようとした。しかし、アメリカ合衆国内国歳入庁は差し押さえを行い、実験室を封鎖した。1971年1月、PTFA は解散した。また、ファーンズワースは肺炎を患い、1971年3月11日にソルトレイクシティーで亡くなった。ファーンズワースは、プロボ市のプロボシティー墓地に埋葬された。
テレビの開発以外にも、ファーンズワースは様々な研究を行った。世界初の電子顕微鏡、世界初の新生児特定集中治療室なども彼の発明である。レーダーの開発にも関わり、原子力の平和利用や核融合にも関わった。亡くなった時点で、ファーンズワースは米国内外に300の特許を保有していた。Scientific American 誌は、彼を同時代の中でも最も偉大な10人の数学者の1人であるとした。1941年モーリス・N・リーブマン記念賞受賞。

## 発明

### 電子式テレビ
ファーンズワースはイメージディセクタと呼ばれるテレビカメラの原理を14歳(15歳という文献もある)で考案し、最初の機能する試作機を21歳のときに完成させた。農場の息子であった彼がブラウン管を走査線で走査するという発想を得たのは、畑を耕す際の畝の作り方を見てのことだった。1935年、RCAとの特許訴訟で、彼の高校時代の化学教師 Justin Tolman はファーンズワースが14歳のときに黒板に描いた図を再現した。ファーンズワースはその訴訟に勝ち、特許使用料を貰ったが、裕福にはならなかった。撮像管はファーンズワースとツヴォルキンの業績の組合せで開発された機構が、20世紀後半まで全てのテレビカメラの基本となっていた（CCDイメージセンサなどの代替技術が開発されるまで）。
ファーンズワースはイメージディセクタが捉えた映像の信号を受信してブラウン管に表示する機器イメージオシライト（Image Oscillite）を開発した。

### フューザー

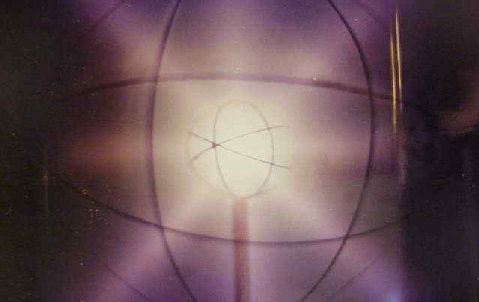
動作中のフューザー

フューザー（Fusor）は、ファーンズワースが原子核融合を発生させる機器として設計したものである。磁気による封じ込めでプラズマを徐々に加熱する他の核融合炉とは異なり、フューザーは反応炉内に高温のイオンを直接噴射することで、構造を単純化している。
フューザーが1960年代に発表されたとき、制御された核融合反応を実際に発生させることができる機構はフューザー以外には存在しなかった。当時、これで核融合エネルギーが実用化されると期待されたが、これを発電に使うのは困難だった（核融合反応を発生させるのに必要なエネルギーが、取り出せるエネルギーより大きいため）。しかし、フューザーは中性子を容易に発生させることが可能であるため、その用途で製品化されている。

## テレビ出演
ファーンズワースは、たった一度だけテレビ番組に出演したことがある。1957年、クイズ番組 I've Got A Secret の謎のゲストとしての出演であった。彼の正体（「私は電子式テレビを発明しました」）に関するヒントを出していき、解答者が正体を当てるというものであった。彼は80ドルとタバコを1カートン貰った。
1996年のビデオインタビュー（Academy of Television Arts & Sciences、Google video にある）で、エルマ夫人は人類初の月面着陸を生中継で見た際にファーンズワースがどう感じたかを次のように述べている。
インタビュアー: イメージディセクタは月から地球に映像を送り返すのに使われましたね。
エルマ: ええ。
インタビュアー: フィルはそれについてどう思っていたのですか？
エルマ: ニール・アームストロングが月面に降り立ったとき、フィルはこちらを向いて言いました。「ペム(エルマの愛称)、これで全てが報われたよ」と。それまで彼は（テレビ開発が良いことだったのか）確信が持てなかったのです。

## 特許
- 電気発振器システム（1930年5月13日発効）, アメリカ合衆国特許第 1,758,359号
- テレビジョンシステム（1927年1月7日出願、1930年8月26日発効）, アメリカ合衆国特許第 1,773,980号
- テレビ受信システム（1930年8月26日発効）, アメリカ合衆国特許第 1,773,981号
- 白熱光源, アメリカ合衆国特許第 2,089,054号
- 電子倍増手段（1935年3月12日出願、1939年1月10日発効）, アメリカ合衆国特許第 2,143,262号
- 冷陰極電子放電管, アメリカ合衆国特許第 2,184,910号
- X線放射機器, アメリカ合衆国特許第 2,221,374号
- テレビ走査・同期システム（1930年5月5日出願、1941年6月24日発効）, アメリカ合衆国特許第 2,246,625号
- 冷陰極電子放電管, アメリカ合衆国特許第 2,263,032号:
- 原子核間の相互作用を生み出す電子放電機器, アメリカ合衆国特許第 3,258,402号
- 原子核融合反応を生成する手法と装置, アメリカ合衆国特許第 3,386,883号
- 核融合反応炉における静電封じ込め, アメリカ合衆国特許第 3,664,920号